# 小莲庄
小莲庄又名刘园，位于中国浙江省北部古镇南浔南部的鹧鸪溪畔，是清光禄大夫刘镛（嘉业堂主人，晚清南浔“四象”之首）的私家花园和家庙所在，是南浔五大名园之一，是全國重點文物保護單位。

## 歷史
小莲庄始建于光绪十一年（1885年），由刘镛的孙子刘承干于民国13年（1924年）建成，用时40年。以园林、家庙和义庄三部分组成，占地二十七亩，因慕元代大书画家赵子昂建湖州“莲花庄”之名，故名曰“小莲庄”。

小莲庄于1981年4月被浙江省人民政府列為浙江省省級文物保護單位。2001年2月被國務院列為第五批全國重點文物保護單位。

## 結構
小莲庄建筑、园林兼胜，与苏州园林媲美。小莲庄园林有外园、内园之分，构思精妙，各处建筑分别成景。

### 外園

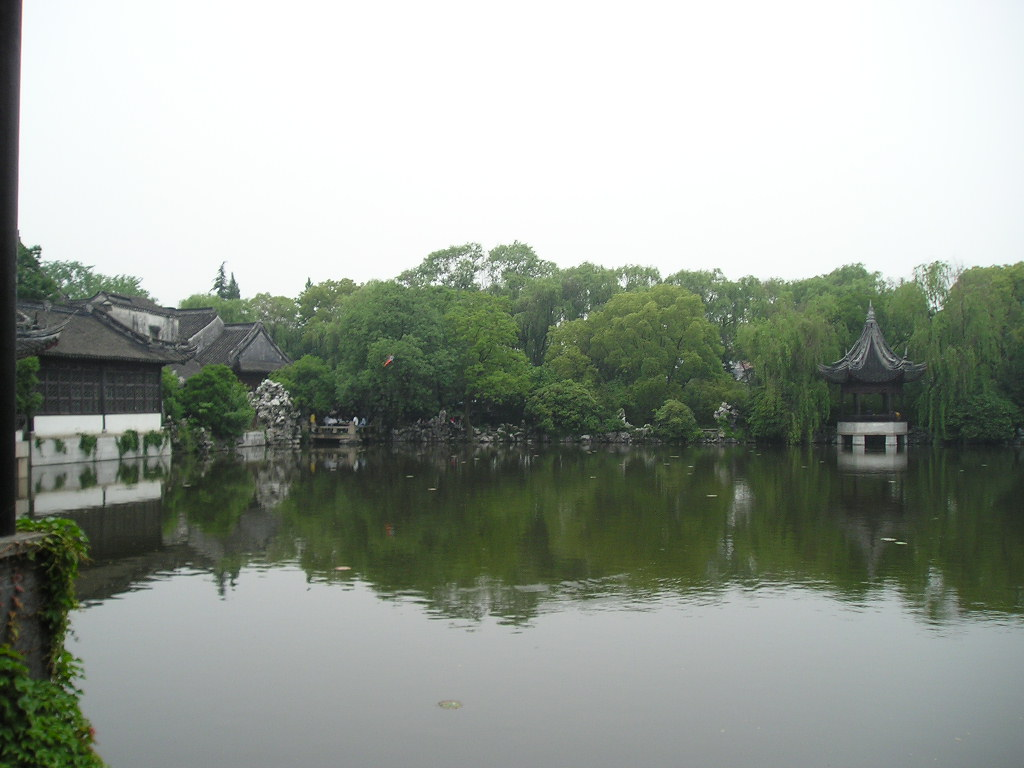
小莲庄荷花池

外园的主体是十亩荷花池，亦叫桂瓢池，俗称鱼经池。外园以荷花池为中心，且亭亭风格各异。荷花池畔有中西合璧、美仑美奂“东升阁”。这是小莲庄唯一一座法国式和中国塔式建筑结合的建筑物，此楼建于二十年代初，在楼上可浏览小莲庄园林全景及观赏日出，因女士们喜欢登临此楼欢聚，故东升阁又名“小姐楼”。
在外园中，亭台楼阁和曲桥长廊，均环绕荷花池周围，傍水而建。桥畔古木扶疏，藤萝蔓布。北岸有六角亭隐于垂柳翠竹间，极富江南水乡情趣。
荷花池西，沿家庙东侧山墙构建有一个碑刻长廊，碑廊中有以正、草、隶、篆各字体完成的作品，书艺高妙，刻工精绝，被称为史料与艺术价值兼备的珍品。长廊壁间嵌置有《紫藤花馆藏前》、《梅花仙馆藏套》等珍品，有刻于清嘉庆十六年（1811）、翰林院待诏徐达源与廿余位文人学士往来投赠的诗文尺牍手迹。另有题为《颜平原刘太守序》的行书体碑刻，是“宰相刘罗锅”刘墉所书，碑上盖有清乾隆皇帝“御赐仙筋”印章，南北二刘走到一起，被称作史林趣事。
小莲庄处处洋溢浓郁文化气息，外园的净香诗窟，建于清光绪二十三年（1897），四面厅构造，东边是十亩荷池，西侧是碑刻长廊。诗窟建筑结构最精妙处，要数厅内的天花藻井，一个是升状，一个是斗状，故俗称为“升斗厅”。这种别具一格的构造，据称是海内孤本。在夏天，净香诗窟窗外荷花盛开，清风吹入窗内，令人有远离尘嚣，返本归真之感。
外园内的扇亭，内外形状，均象一把展开的扇子，设计别致，构造精巧。扇亭内壁嵌题目为《刘氏义庄记略》石刻，由刘镛次子刘锦藻撰写于1925年，记述刘氏家庙、园内亭、刘氏私塾、义庄的兴建过程。

### 內園
小莲庄内园，位于小莲庄的东南角，北有高墙与外园相隔，以“园中园”闻名遐迩。内园主体是一座用太湖石垒成的假山，仿唐朝诗人杜牧《山行》的诗意构筑而成。内园的山东坡种松，西坡植枫，秋天游玩时，领略青松苍翠秋枫红醉的绝佳景色。山顶筑有小亭，名为“放鹤亭”。

### 家廟

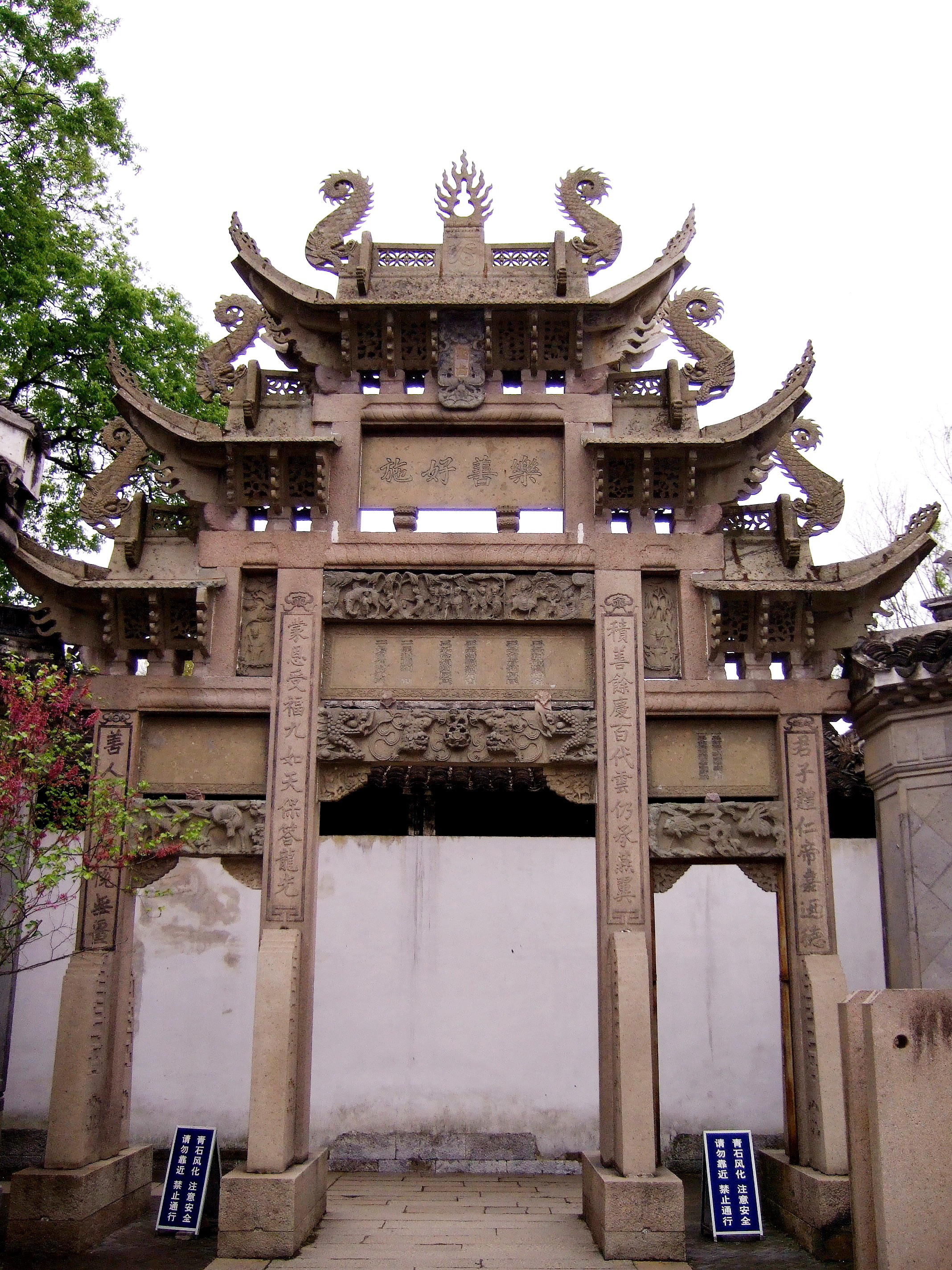
“乐善好施”坊

刘氏家庙在外园以西，与碑刻长廊是一墙之隔，是刘氏祭祀祖先的地方。家庙门前是两座御赐牌坊。一座是“乐善好施”坊，另一座是“钦旌节孝”坊，是光绪、宣统两代皇帝嘉勉刘氏家族赈灾善举及女德节孝，多次颁旨建坊旌表而建造的。牌访坊高8.5米、宽5.6米，为门楼式，五楼四柱，雕刻精堪、内容丰富，有“状元及第”、“文王求贤”、“三星高照”、“刘海戏金瞻”、“武松打虎”等戏曲题材，及龙、凤、狮、麒麟、奇花异草等吉祥图案，具有建筑艺术价值。家庙共三进，即门厅、过厅、正厅。家庙正厅中悬挂着宣统皇帝所赐的“承先睦族”九龙金匾。
正厅的北侧是馨德堂，俗称“走马楼”，装饰讲究，门窗棂心采用硬木雕出钟、鼎、钱币等博古纹饰，四周用卵石瓦片花街铺地。家庙的后院树木参天，湖石叠峰，清静幽雅。

### 義莊
在家庙的西侧为刘氏义庄，建于1922年，建造时的用途是划拨现银及把青浦、嘉兴等处的地产、房产作为基金，以租息所得用于刘氏家族中祭祀、赈济、助学等。义庄天井内植有古桂两株，故名“桂花厅”。义庄后厅为忠孝祠，供奉刘氏十世祖宋侍郎忠公刘汉弼遗像，现为叔萍奖学金成就展览馆。义庄西侧通过环绕小莲庄的护庄河与著名的嘉业堂藏书楼毗邻。

### 植栽
小莲庄名木异花繁多，如百年琼花树、百年柏树、百年木瓜树、百年古藤、百年桂花（金、银、丹）、百年腊梅等名贵花木。